# You Can Dance
You Can Dance es el primer álbum de remezclas de la cantante estadounidense Madonna, publicado en noviembre de 1987 por las compañías Sire y Warner Bros. Records. Contiene remezclas dance de canciones de sus tres primeros álbumes de estudio —Madonna (1983), Like a Virgin (1984) y True Blue (1986)— así como una pista inédita titulada «Spotlight». En la década de 1980, el álbum de remezclas constituyó un concepto «revolucionario» y fue ampliamente considerado una nueva dirección para la industria musical. La característica principal era que una frase vocal podía copiarse, repetirse, fragmentarse, transponerse, aumentar o disminuir su tono, añadirle ecos, reverberación y cambiar su clave, sumado a que se incluían pausas de percusión adicionales, introducciones y finales extendidos. Esta nueva alternativa representó un beneficio para las compañías discográficas, ya que la misma pieza musical podía reproducirse en un disco con varias mezclas, lo que otorgaba una fuente de ingresos adicional tanto para el artista como para los sellos. Madonna, que en un principio había afirmado odiar que otros remezclaran sus canciones, se sintió atraída por esta tendencia y conceptualizó su propio proyecto en You Can Dance, que dedicó a sus admiradores.
Las remezclas de You Can Dance estuvieron a cargo de los productores y DJ John «Jellybean» Benitez, Bruce Forest, Frank Heller, Steve Thompson, Michael Barbiero y Shep Pettibone. Para ello, utilizaron la versión original de las canciones como esqueleto y les añadieron efectos rítmicos y largos pasajes instrumentales. Aunado a ello, se incluyó la pista inédita «Spotlight», grabada originalmente durante las sesiones de True Blue en 1986. Todos los temas se reproducen de manera continua, sin cortes, de tal forma que cada uno «fluye» hacia el siguiente sin parar. Editado en vinilo, casete y CD, You Can Dance salió a la venta el 13 de noviembre de 1987 en Europa y Oceanía y cuatro días después en Estados Unidos. El estadounidense Herb Ritts, colaborador habitual de Madonna, tomó las fotografías para la portada del disco, en la cual la artista aparecía con el cabello rubio corto y lucía una chaqueta de bolero roja, similar al atuendo de un torero, un estilo característico que ya había empleado anteriormente en la gira Who's That Girl World Tour.
En términos generales, el material obtuvo reseñas favorables de críticos y periodistas musicales, quienes elogiaron el trabajo de los remezcladores y las nuevas versiones. Asimismo, apareció en varias listas de los mejores álbumes del año. Desde el punto de vista comercial, alcanzó el decimocuarto puesto en el ranquin estadounidense Billboard 200 y obtuvo un disco de platino por parte de la Recording Industry Association of America (RIAA) en representación a un millón de unidades vendidas. En el resto de los mercados musicales, estuvo entre los diez primeros lugares en Argentina, Canadá, Finlandia, Francia, Islandia, Italia, Japón, Noruega, Nueva Zelanda, Países Bajos, Reino Unido, Singapur, Suecia y Uruguay. Con un total de cinco millones de copias comercializadas en el mundo, mantuvo el récord del álbum de remezclas más vendido de la historia por diez años, hasta la publicación de Blood on the Dance Floor de Michael Jackson en 1997. «Spotlight» salió a la venta como el único sencillo del disco solo en Japón, donde alcanzó la 68.ª posición. No obstante, ingresó a algunos conteos estadounidenses debido a la transmisión que recibió en varias estaciones de radio del país. En reseñas retrospectivas, You Can Dance ha sido reconocido por establecer el estándar de los álbumes de remezclas posteriores, tanto en términos de concepto como de éxito comercial en las listas musicales.

## Antecedentes
Durante la década de 1980, con el dance post-disco en pleno apogeo, el álbum de remezclas —recopilaciones de canciones populares mejoradas en el estudio de grabación para alterar su tempo y sonido— representó un concepto «revolucionario» y fue ampliamente considerado una nueva dirección para la industria musical. El público deseaba escuchar cómo sonarían algunas de las canciones de sus artistas favoritos si se modificaban para hacerlas más bailables. El proceso de remezcla era propio de la música disco, cuando los productores remezclaban grabaciones pop/R&B específicamente para ese mercado y luego se publicaban sencillos dance extendidos de 12", además de las versiones originales más cortas. Al principio, las compañías discográficas solo enviaban estas versiones a las discotecas con fines promocionales, pero, ante la demanda del público, comenzaron a ponerlas a la venta en las tiendas de discos del país. De esta manera, las discotecas y los DJ pasaron a ser una vía para que las discográficas promocionaran la música dance, de la misma manera que las principales emisoras de radio promocionaban los géneros pop, rock y soul. Para entonces, el concepto de remezcla había incrementado su popularidad; las canciones de varios artistas se remezclaban y recopilaban para formar un álbum. Para los principales sellos discográficos, resultaba mucho más económico implementar esta nueva tendencia: en lugar de acudir al estudio y grabar varias pistas para un sencillo, la misma pieza musical podía reproducirse en un disco con varias mezclas. En relación con esto, desarrollar un álbum de remezclas otorgaba no solo una fácil fuente de ingresos tanto para el artista como para las compañías —en su mayor parte por el interés del público—, sino que los temas se reinventaban en contextos diferentes y acercaban la música a un público nuevo.

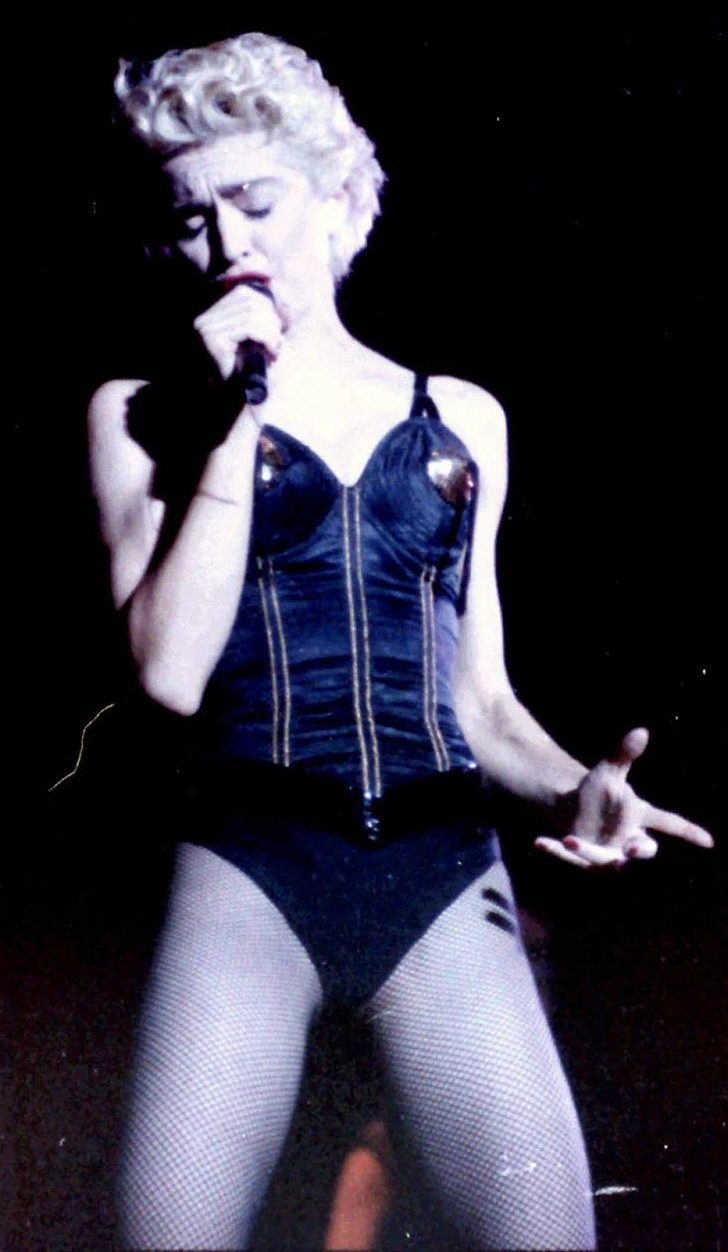
Madonna admitió que odiaba que remezclaran sus canciones, pero decidió conceptualizar su propio proyecto de remezclas en You Can Dance, que dedicó a sus admiradores. En la imagen, la cantante en la gira Who's That Girl, meses antes de la publicación del disco

La tecnología de la remezcla aún era reciente a mediados de los años 1980; el concepto de copiar, repetir y jugar con el tono seguía en su etapa inicial y las diferencias —frases vocales repetidas, pausas de percusión adicionales, introducciones y finales extendidos— se reflejaban en gran medida. El proceso de mezcla constituía un proceso interpretativo en el que solía participar el artista, pero del que generalmente se ocupaba el productor, cuyas decisiones creativas cambiaban el resultado final. Las diferentes partes de una canción —voces principales, coros, diferentes instrumentos y efectos de sonido— pasaban por el proceso de mezcla, donde se decidía qué volumen tendrían unos instrumentos en relación con otros y qué efectos de sonido se añadirían a cada uno, así como en qué parte del campo estéreo iría cada instrumento, ya sea a la izquierda, al centro o a la derecha. Los avances tecnológicos en los estudios de grabación permitieron que las posibilidades para dar forma al sonido una vez grabado fuesen ilimitadas. En este sentido, cuando un instrumento dejaba de escucharse no era porque el intérprete dejaba de tocar en ese compás, sino porque durante el proceso de mezcla se disminuía el fundido —el control de volumen de una pista— y luego aumentaba cuando el instrumento aparecía nuevamente. Esta tecnología digital también había hecho posible samplear varios sonidos y reproducirlos empleando la técnica loop para que se repitieran a una frecuencia determinada. De esta manera, una frase vocal podía copiarse, repetirse, fragmentarse, transponerse y aumentar o disminuir su tono, así como darle eco, reverberación y cambiar su clave.
Esta nueva dirección había repercutido en la discografía de Madonna, especialmente en sus sencillos de 12", dado que, en lugar de aportar material nuevo, se tendía a «reciclar» su trabajo con versiones extendidas de las mismas canciones. De este modo, sus lados B solían ser otros temas de un mismo álbum o bien múltiples remezclas del lado A. Fue esta nueva tendencia la que intrigó a la cantante mientras grababa su tercer álbum de estudio, True Blue, en 1986. Anteriormente, había remarcado: «Odio cuando la gente hace remezclas de mis grabaciones. No quiero escuchar mis canciones cambiadas así. No sé si me gusta que la gente se meta con mis discos y los remezcle. Está fuera de discusión para mí». A pesar de esta opinión, Madonna, que era la artista dance más importante de la época, conceptualizó su propio proyecto de remezclas y subrayó: «A mis admiradores les gusta y, en realidad, esto fue para ellos, para los chicos de las discotecas a los que les gustan estas canciones y querían escucharlas de una forma nueva y fresca». El escritor y editor Robert Matthew-Walker observó que la gira mundial Who's That Girl World Tour había generado «un interés tan enorme que había que satisfacerlo y capitalizarlo con un nuevo lanzamiento». De esta forma, Sire Records programó el lanzamiento mundial de You Can Dance, un álbum con versiones inéditas y remezcladas de canciones dance de Madonna.

## Desarrollo

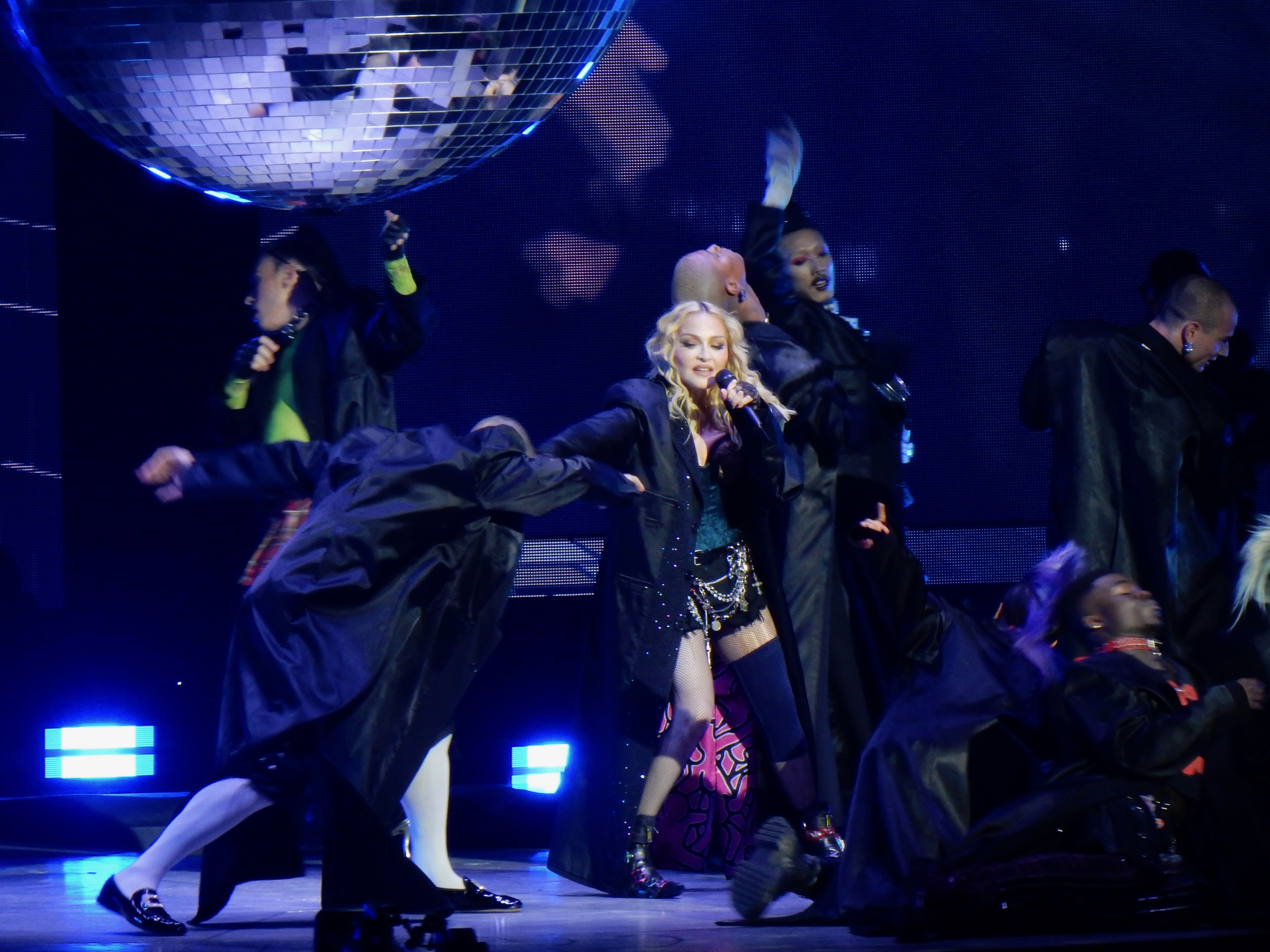
Madonna interpretando «Holiday» en la gira The Celebration Tour (2023-2024). La remezcla de dicha canción estuvo a cargo del DJ John «Jellybean» Benitez, quien afirmó que fue la remezcla que siempre quiso producir

Seis canciones uptempo de los tres primeros álbumes de estudio de Madonna fueron elegidas para formar parte de You Can Dance: «Everybody», «Holiday» y «Physical Attraction» de Madonna (1983), «Over and Over» e «Into the Groove» de Like a Virgin (1984) y «Where's the Party» de True Blue (1986). Con la excepción de «Physical Attraction», que es la versión original de 12" ya incluida en Madonna, las remezclas de los demás temas estuvieron a cargo de los productores y DJ John «Jellybean» Benitez, Bruce Forest, Frank Heller, Steve Thompson, Michael Barbiero y Shep Pettibone. Para ello, reconstruyeron las canciones al utilizar la versión original como esqueleto y les añadieron efectos rítmicos variados de alta tecnología y largos pasajes instrumentales que, a menudo, resultaban de improvisaciones sobre la línea melódica principal. Todos los temas se reproducen de manera continua, sin cortes, de tal forma que cada uno «fluye» hacia el siguiente sin parar, como si el oyente estuviese en una discoteca; Benitez fue el responsable de realizar esta técnica de secuenciación.
Benitez, que trabajó en la nueva versión de «Holiday», comentó que fue la remezcla que siempre quiso producir, pero nunca pudo concretarla, debido a que la versión original había sido enviada a las discotecas en un vinilo de 12" promocional en 1983. Remarcó que la original estaba orientada al dance en primer lugar y tenía un ritmo que no necesitaba mejoras, pero que, para este álbum, decidió agregarle unos pocos sonidos nuevos. Thompson y Barbiero realizaron la remezcla de «Over and Over», que se destacó por su «energía». Si bien su objetivo consistió en agregar nuevas ideas y mantener la «integridad» de la canción y de la artista, en este caso en particular «había mucha intensidad», según Thompson; añadió: «[El percusionista] Jimmy [Maelen] protestaba de verdad, [porque] tocaba la percusión en vivo con una pista de caja de ritmos». Bruce Forest señaló que su remezcla de «Everybody», con teclados de David Cole, pretendía «hacer de este clásico underground una invitación aún más enérgica al baile».
Pettibone remezcló anteriormente el sencillo «True Blue» en 1986, aunque desde un principio no había quedado conforme con la elección del tema al considerarlo «muy bubblegum». Poco tiempo después, Craig Kostich, entonces jefe de música dance de Warner Bros., se contactó con él y le solicitó que remezclara «Into the Groove» para You Can Dance, decisión que Pettibone le «hizo mucha ilusión». Al final, no solo reversionó «Into the Groove», sino también «Where's the Party». En ambas canciones, empleó la técnica del overdubbing y, en el caso de la primera, resalta un break de piano creado por medio de un emulador «improvisado» en una sola toma, a cargo del ingeniero de la sesión, Andy Wallace; al respecto, Pettibone comentó: «No tenía idea de lo que iba a tocar; simplemente empezó y fue realmente inspirador. Estábamos gritando y saltando por toda la habitación». Los dos temas se adaptaron por igual a la «exploración» y reconstrucción del productor; de hecho, Madonna quedó tan encantada con el cambio de «Into the Groove» que la incluyó en el repertorio del Who's That Girl World Tour. Pettibone sería más tarde uno de los colaboradores «más armoniosos» de la artista, en palabras del biógrafo y periodista Mark Bego.
Aunado a ello, se incluyó una canción inédita titulada «Spotlight», compuesta originalmente por Curtis Hudson del grupo Pure Energy, quien anteriormente había escrito junto con Lisa Stevens —de la misma banda— «Holiday». Esta última había sido el primer top veinte de Madonna en Estados Unidos y logró popularidad en otros países como Australia, Bélgica, Francia, Italia y el Reino Unido. Hudson compuso «Spotlight» en caso de que Warner Bros. le solicitara otro tema similar a «Holiday» para que repitiera el éxito. Madonna había quedado encantada y admitió haberse sentido «espiritual» con la canción; sin embargo, pronto perdieron contacto y la intérprete decidió tomar otra dirección musical para Like a Virgin, su siguiente proyecto. No fue hasta 1986 cuando decidió grabarla durante las sesiones de True Blue, aunque no figuró en la lista de canciones. Finalmente, la incluyó en You Can Dance como el único tema nuevo del recopilatorio; el abogado de Madonna se comunicó con el representante de Hudson para informarle que su composición aparecería en el disco. Stephen Bray, colaborador habitual de la intérprete en ese momento, produjo la versión final en su totalidad, mientras que Benitez se desempeñó como productor adicional y realizó la mezcla en los estudios Larrabee Sound de Santa Mónica (California).

## Publicación y reediciones
En octubre de 1986, la revista Billboard informó que Sire Records publicaría un EP de seis canciones —cinco remezclas más la inédita «Spotlight»— titulado You Can Dance con fecha de lanzamiento programada para la época navideña. Sin embargo, el proyecto se pospuso para el siguiente año debido a que aún se encontraba en etapa de producción, sumado a que la compañía no quería que afectara las ventas de True Blue durante la temporada de fin de año; en su lugar, Sire puso a la venta «Open Your Heart» como el cuarto sencillo de dicho álbum, cuyo videoclip ya había sido filmado en Los Ángeles meses antes bajo la dirección de Jean-Baptiste Mondino. Finalmente, con el objetivo de «mantener a flote la marca Madonna», el material salió a la venta cuatro meses después de la banda sonora Who's That Girl y dieciocho meses después de True Blue, su último álbum de estudio en ese momento. Descrito como «un recopilatorio muy especial de remezclas dance exitosas», el título proviene de uno de los versos que se escucha en la introducción de «Into the Groove». Se lanzó por primera vez el 13 de noviembre de 1987 en Europa y Oceanía, a excepción de Reino Unido, que estuvo disponible tres días después, y el 17 de ese mes en Estados Unidos.
You Can Dance fue publicado en los formatos de vinilo, disco compacto y casete. El primero de ellos contenía «Spotlight» más las seis canciones remezcladas, cuatro en el lado uno y tres en el lado dos, mientras que el casete incluía, además, versiones dub de «Spotlight», «Holiday», «Over and Over» e «Into the Groove». Por su parte, la edición en CD omitió la versión dub de «Spotlight», pero incluyó la de «Where's the Party». Estas pistas adicionales difirieron un poco en Canadá, ya que el CD excluyó «Over and Over», en lugar de «Spotlight». Cabe resaltar que, en América del Norte, fue la primera vez que «Into the Groove» apareció en un álbum de Madonna, pues previamente estuvo disponible únicamente como lado B de la edición de 12" del sencillo «Angel», de Like a Virgin. El periodista musical Brian Chin escribió las notas del álbum; a través de un extenso ensayo, el autor reflexionaba de manera profunda sobre la relación entre Madonna y el baile, los bailarines, la música dance y los DJ, «cuatro amores muy especiales y continuos». Además, agradecía especialmente a Bill Johnston, gerente de sello de Warner Bros., quien tuvo la idea de crear este recopilatorio.
Desde su publicación, el álbum ha tenido varias reediciones en CD y LP, además de haber aparecido en cajas recopilatorias. Por ejemplo, en Francia, WEA Music puso a la venta en 1999 una caja que contenía los álbumes completos de You Can Dance y The Immaculate Collection, y al año siguiente salió al mercado en el mismo país otra caja con el recopilatorio y Erotica (1992), el quinto álbum de estudio de Madonna. En abril de 2018, poco más de treinta años después de su lanzamiento, volvió a publicarse de manera limitada en vinilo rojo como parte del evento anual Record Store Day; con una tirada mundial de solo 12 000 ejemplares, la edición incluía un póster y una tira obi, como en la edición original europea. En noviembre de 2022, con motivo de su 35.° aniversario, Warner Records publicó en todas las plataformas digitales You Can Dance (Single Edits), que contenía las siete canciones, pero con una duración reducida.

## Portada

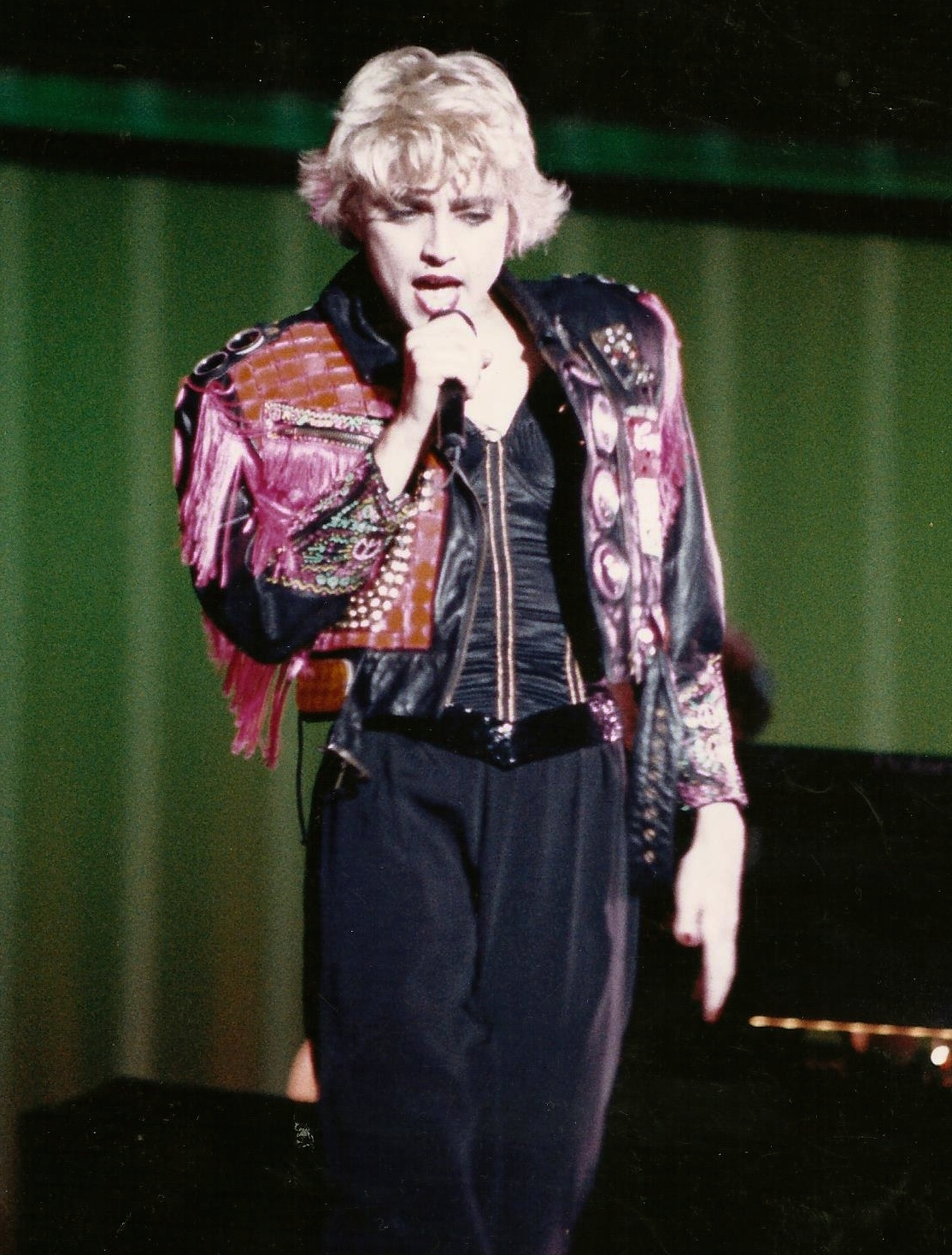
Para la portada, Madonna apareció con el cabello rubio corto, similar al que lució en la gira Who's That Girl, como en la imagen

La portada fue tomada por el fotógrafo estadounidense Herb Ritts, quien ya había colaborado con Madonna en la carátula de True Blue y posteriormente en la de Like a Prayer (1989). En esta ocasión, continuó con su característico estilo español que ya había empleado anteriormente en el videoclip de «La isla bonita» y en la gira Who's That Girl World Tour. El álbum venía en una funda roja brillante en la que Madonna aparecía con el cabello rubio corto y una «llamativa» chaqueta de bolero bordada del mismo color, similar al atuendo de un torero. Las fotografías se tomaron al mismo tiempo que la cantante filmaba un comercial de televisión de la empresa Mitsubishi Electric para el mercado japonés. Un editor de la revista canadiense RPM nombró a la portada «extremadamente llamativa» y sugirió que «debería recibir una calificación de primera línea inmediatamente».
Jeri Heiden, que había colaborado con la artista en Like a Virgin y True Blue y más tarde volvería a hacerlo en Like a Prayer, fue la responsable de la dirección artística y el diseño de You Can Dance. En una entrevista realizada en 2006, explicó que la portada no se concibió como una especie de «vínculo» con True Blue, dada la similitud con el estilo que la cantante había adoptado para dicho álbum; en este sentido, expresó: «Era simplemente el look de Madonna en aquel momento: rubio platino. Y, por supuesto, la caligrafía vuelve a aparecer en ese álbum». Las copias en vinilo de You Can Dance incluían un póster de regalo y venían perfumadas con Chanel n.º 5, concepto que la cantante volvería a implementar para Like a Prayer, cuya portada tenía un aroma de aceite de pachulí.

## Composición

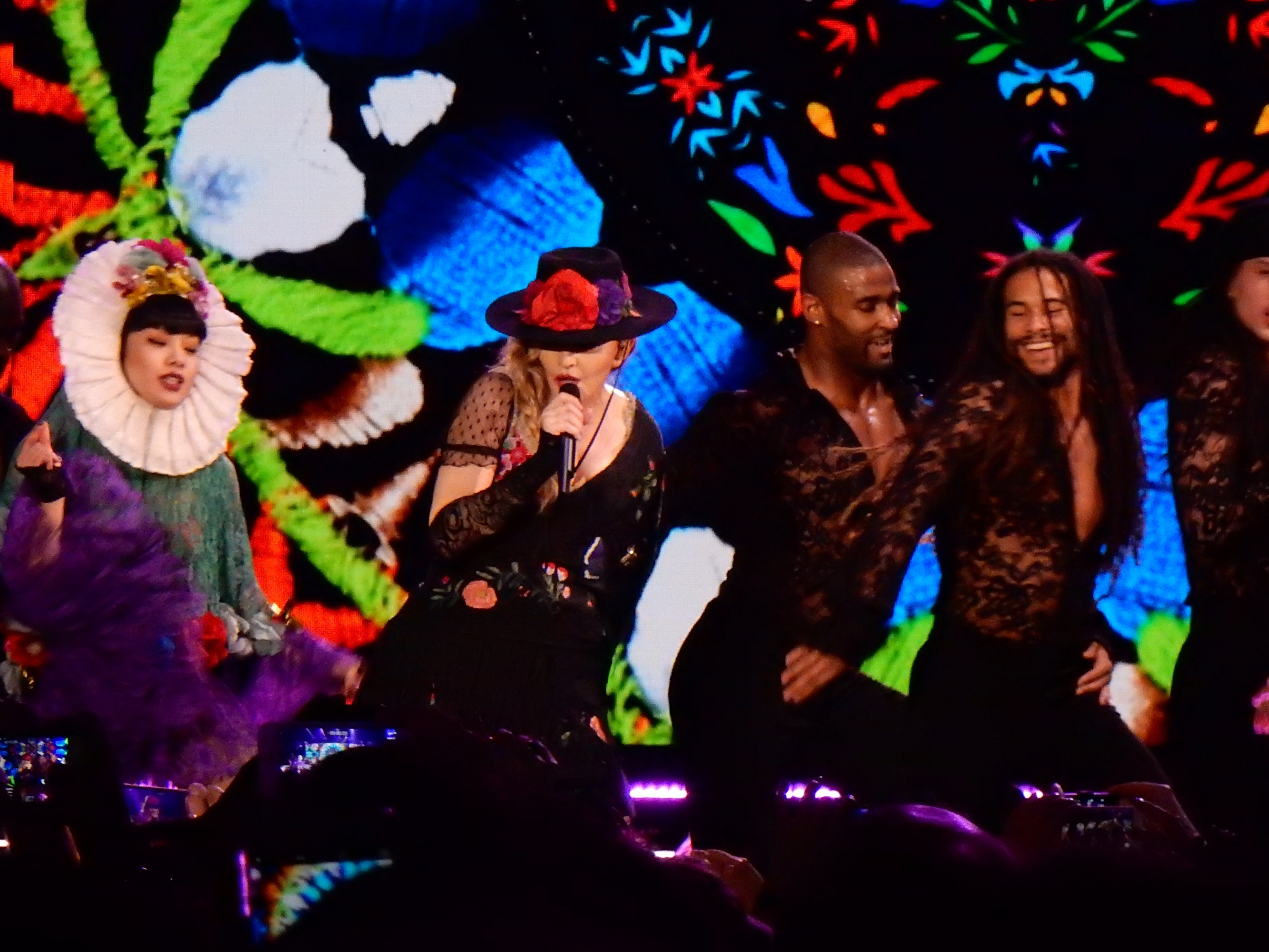
Madonna durante la presentación de «Into the Groove» en el Rebel Heart Tour (2015-2016). La remezcla de dicha canción, producida por Shep Pettibone, incluye instrumentos como congas y timbales, lo que le da un estilo similar a la música mexicana

You Can Dance es un álbum de remezclas extendidas de género dance. Según Rikky Rooksby, en su libro The Complete Guide to the Music of Madonna (2004), las canciones en el disco mostraban una serie de técnicas de mezcla «típicas». En este aspecto, los pasajes instrumentales se extendieron para aumentar el tiempo para bailar, lo que terminó con la estructura más rígida de las canciones pop, las frases vocales se repitieron, se agregaron múltiples ecos, mismos que se desplazaban por el sonido estereofónico, o se sampleaban y luego se reproducían rítmicamente. En algunos momentos, no se oye ninguna melodía a excepción de la batería y, en otros, se elimina la batería y solo queda el sonido del hi hat que mantiene el compás.
«Spotlight» es la primera canción de You Can Dance. Inspirada en «Everybody Is a Star» (1970) de la banda estadounidense Sly & the Family Stone, cuenta con un arreglo de batería y sintetizador de bajo en la introducción, mientras que en el puente se añade una breve armonía vocal, ecos, una sección de piano y algunas frases de violín. También destaca por una superposición de percusión dance en la extensa secuencia instrumental. Su letra enfatiza que todo el mundo es una estrella y recuerda al oyente que, si desea ser famoso, debe cantar sobre ello y su deseo puede volverse realidad. La versión dub de «Spotlight», incluida en la edición en casete, tiene un final «totalmente inesperado», pues se le añade un acorde a capela que deja la canción «suspendida en el aire». «Holiday» tiene un sonido general más claro que el original: se acentúa más la guitarra y se incluye una sección de piano en el puente, así como sonidos de batería y voces con ecos. Le sigue «Everybody», el primer sencillo de Madonna, que empieza con cuatro repeticiones del hook vocal para luego pasar a un arreglo con un ritmo centrado. El puente vuelve a presentar un interludio de percusiones y una melodía de sintetizador. Se añaden ecos a la palabra dance y la melodía reduce su velocidad. Hacia el final, el sonido de la batería se retira y Madonna repite la frase get up and do your thing («levántate y haz lo tuyo») hasta la introducción de la siguiente pista, «Physical Attraction». Esta tiene la misma duración que la versión original —de 6:35 y producida por Reggie Lucas— y la mezcla es más «clara», dado que se acentúa la línea de guitarra. Sigue el patrón del original hasta el puente, donde el arreglo cambia. Al final de la pista, especialmente en las ediciones de vinilo, se escucha un sonido «extraño» y «desconcertante», lo que indica que el lado uno ha terminado.
El segundo lado de You Can Dance inicia con la remezcla de «Over and Over», a cargo de Thompson y Barbiero. A la producción original de Nile Rodgers se le añadieron pistas de teclado tocadas por Jack Waldman y percusión adicional de Jimmy Maelen, así como frases vocales comparadas con la cantante irlandesa Enya y muchas secciones rítmicas que casi duplican la duración de la canción. La voz de Madonna en la versión dub de «Over and Over», también incluida en la edición en casete, contiene capas de post-eco. Con más de ocho minutos de duración, «Into the Groove» inicia con el sample de la frase c'mon que se extiende de tal manera que el sonido «c» se repite reiteradamente, técnica empleada con la utilización de la tecnología digital. La primera estrofa no comienza hasta pasados unos noventa segundos. Luego de que Madonna canta por primera vez la línea Now I know you're mine («Ahora sé que eres mío»), hay una pausa de percusión con muchos sonidos sampleados y repetición de frases como step to the beat y c'mon. Se incluyen ecos en la última estrofa y una sección de piano similar a Bruce Hornsby. El tema finaliza con el sonido de congas, silbidos y timbales, lo que le da un estilo similar a la música mexicana. «Where's the Party» es el último tema del disco y contiene arreglos más marcados. Un grupo de voces masculinas grita el hook desde el principio y otros elementos destacados incluyen congas, una frase vocal sampleada, risas chillonas y palmadas electrónicas.

## Promoción
A finales de 1987, Sire Records envió a las discotecas estadounidenses copias únicamente promocionales de 12" de «Where's the Party»/«Spotlight», «Into the Groove»/«Everybody» y «Holiday»/«Over and Over», que contaban con remezclas extendidas o versiones dub. Originalmente, «Spotlight» iba a ser publicado como el único sencillo comercial del disco en Estados Unidos en enero de 1988; sin embargo, ante el temor por parte de Sire de que no fuera un éxito en las listas, sumado a que ya había sido omitido de True Blue anteriormente, la discográfica descartó tales planes. El lanzamiento se limitó únicamente a Japón, donde salió a la venta el 25 de abril de 1988 a través de WEA Japan. Se creó un vídeo promocional con imágenes tomadas del Who's That Girl World Tour de 1987 y, ese mismo año, apareció en los comerciales de televisión que Madonna protagonizó para Mitsubishi.
Dado que no tuvo un lanzamiento físico en Estados Unidos, no pudo ingresar a la lista oficial Billboard Hot 100 debido a las reglas de ese momento. No obstante, para noviembre de 1987, había empezado a transmitirse en algunas estaciones de radio del país, por lo que, el 16 de enero de 1988, ingresó al puesto 37 de la lista Hot 100 Airplay y estuvo entre las diez canciones más escuchadas del país en cinco estaciones; tres semanas después, alcanzó el trigésimo segundo lugar. Asimismo, ocupó la decimoquinta posición en el conteo Hot Crossover 30. En Japón, el tema se ubicó en el puesto 68 de la lista oficial de Oricon y permaneció cinco semanas en total.

## Recepción crítica
En términos generales, You Can Dance obtuvo reseñas favorables de periodistas, académicos y críticos musicales. Bill Coleman, de Billboard, aseguró que era un paquete «imprescindible» para todos los fanáticos de Madonna. John Quayle, de Observer–Reporter, escribió que la artista «no solo nos da permiso para bailar, sino que nos proporciona el ímpetu con esta colección hábilmente producida». Admitió que, con este lanzamiento, «demuestra que sí puede hacernos bailar» y finalizó: «Si estás planeando una fiesta de lo más festiva, es mejor que tengas este disco a mano». Para El País, Diego A. Manrique aseguró que los temas convierten «cualquier habitación en una pista de baile» y que el álbum «evidencia su pertenencia al mundo de las discotecas». Rikky Rooksby indicó que el disco, dirigido «descaradamente» a su público dance, «fue diseñado no para escucharse, sino para que se baile en fiestas». En su biografía de 2002, J. Randy Taraborrelli señaló que «dejó clara una cosa sobre Madonna: aunque se estaba convirtiendo en una estrella pop seria, musicalmente aún sabía cómo organizar la mejor fiesta». Beth Fertig, de The Michigan Daily, le pareció una «colección llena de vida [que] hará que te guste» y afirmó que «Madonna ha reaparecido para recordarnos por qué nos gustaba desde el principio: tiene ritmo para moverse». Barbara O'Dair, de Rolling Stone, afirmó que la intérprete había «regresado a sus raíces», mientras que Jim Farber, de Entertainment Weekly, escribió que el material presentaba ritmos «tan contagiosos que incluso alguien con dos pies izquierdos podría sacudirlo». Greg Kot, del Chicago Tribune, la llamó «una buena colección de remezclas dance»; Bill Lamb, de Dotdash, opinó que el proyecto demostró que las remezclas «pueden valer la pena»; y Jon O'Brien, de Reader's Digest, acordó que, con la inclusión de «Spotlught» como canción nueva, «el proyecto demostró que la espera valió la pena». Con tres estrellas de cuatro, Dennis Hunt, de Los Angeles Times, escribió: «Esta deslumbrante colección de remezclas extendidas de sus mejores temas es un atractivo conjunto para los admiradores del dance. [...] Cuando se hacen bien, las versiones originales de las canciones palidecen al lado de estas elaboradas orquestaciones discoqueteras».
| [You Can Dance] es bastante maravilloso. Es especialmente bueno porque la mayoría de las canciones son de la primera parte de la carrera de Madonna —cuando estaba cubierta de crucifijos y nunca se peinaba— e incluye las dos mejores canciones que jamás haya hecho. Los temas están retocados lo suficiente para hacerlas emocionantes de nuevo. —Chris Heath en su reseña del álbum para la revista Smash Hits. |

El ritmo de las canciones y el trabajo de los productores recibieron elogios de la crítica. Robert Christgau le otorgó una «A-» y lo calificó como su mejor álbum hasta ese momento. En su reseña, comentó que «los efectos, las repeticiones, las pausas y las transiciones añadidas por un equipo estelar de remezcladores encabezado por Jellybean Benitez y Shep Pttibone equivalen a nueva música: esta vez las canciones no salen a la luz, te alcanzan y te atrapan». Concluyó que el disco recuerda que «su primera y probablemente verdadera vocación fue la música disco: antes de que irrumpiera en la MTV, tenía un público al que le encantaba cómo sonaba ella». En su reseña para el periódico Manila Standard, Lucky Lara le pareció «particularmente impresionante» y aplaudió el ritmo «maravillosamente contagioso que a la vez recuerda las primeras tácticas discotequeras de Madonna». Kathryn Baker, de Associated Press, elogió su «buen ritmo» y escribió que todas las canciones «son clásicos de Madonna, música pop suave, para desahogarse y, muchas veces, hipnóticamente rítmica que, de hecho, puedes bailar e incluso escuchar». Además, lo definió como un «homenaje obvio al ambiente de la música disco» y finalizó: «Puede que sea el único disco dance que necesites, si solo necesitas ritmo para moverte». Jim Zebora, del Record-Journal, distinguió el sonido «nítido» y el folleto del álbum «bueno y muy técnico». Robert Matthew-Walker aplaudió el trabajo de secuenciación de Benitez y manifestó que el álbum en su conjunto representó «un tipo de lanzamiento notable y posiblemente único, publicado como un complemento válido e interesante de su trabajo hasta ese momento y como una demostración muy convincente de lo mejor en remezclas dance para escuchar en el tiempo libre». Daniel Brogan, del Chicago Tribune, elogió la labor «de primera categoría» de los productores y señaló que el resultado es «una enérgica colección de remezclas dance».
Las nuevas versiones de las canciones fueron otro de los puntos que enfatizó la crítica. Por ejemplo, Los Angeles Times se refirió a las pistas como de «primera categoría» y distinguió a «Spotlight», «Over and Over», «Into the Groove», «Holiday» y «Where's the Party». Un editor de la revista paneuropea Music & Media subrayó que las remezclas de «Everybody», «Into the Groove» y «Holiday» «cobran nueva vida» y lo describió como un material «implacable y sin pausas». Jim Farber, de Entertainment Weekly, remarcó que «Into the Groove» nunca había sonado «tan profunda». Jan DeKnock, del Chicago Tribune, lo nombró el acontecimiento de la semana y eligió a «Into the Groove» y «Holiday» como las favoritas del disco. Asimismo, afirmó que sería «una de las grandes estrellas de las próximas fiestas navideñas». Daryl Easlea, uno de los autores del libro Blonde Ambition (2012), sintió que los temas de Madonna eran las que «mejor sobresalían»; en tal sentido, declaró que los ritmos y las guitarras adicionales de Benitez en la mezcla de «Holiday» funcionaban «eficazmente», al igual que las versiones de «Everybody» y «Physical Attraction». En cuanto a «Into the Groove», la calificó como «descomunal» y la «reedición más lograda», pues agregaba «profundidad» y «dinamismo» que la original.
En comentarios más variados, Stephen Thomas Erlewine, de AllMusic, le otorgó tres estrellas de cinco y comentó: «Es cierto que algunas de estas canciones ahora suenan como algo anticuado, ya que se trata claramente de remezclas extendidas de mediados de los 80, pero eso forma parte de su encanto, y todo se mantiene bastante bien. No es esencial, pero es divertido». Easlea remarcó que, dado que la técnica beatmatching en ese momento apenas iniciaba, algunas ediciones de los productores ahora sonaban «más bien discordantes y bruscas». Hunt, de Los Angeles Times, sintió que la nueva versión de «Everybody» sonaba «rutinaria» y los esfuerzos por renovarla habían sido «en vano». No tan distante, Matthew-Walker sostuvo que «no había necesidad de hacer un gran trabajo de recomposición en lo que ya era uno de los temas definitivos [de Madonna]». Los editores de The Rolling Stone Album Guide le otorgaron tres estrellas de cinco y opinaron que ninguna de las remezclas igualaba «la sencilla urgencia de las versiones originales». Igualmente, Saw Tek Meng, del New Straits Times, consideró que el negocio de las remezclas no era más que un «artero truco de marketing para hacerte pagar por un producto que probablemente ya posees y, en la mayoría de los casos, las versiones originales son superiores». Concluyó: «A menos que vayas a organizar una fiesta o tengas un deseo incontrolable de tener todos sus discos, mi consejo es que te quedes con las originales». Por último, Tony Power, de Blender, le otorgó una estrella de cinco y declaró: «¿Desde cuándo ha sido difícil bailar con las canciones de Madonna? Se producen interludios de piano superfluos mientras las melodías más pegadizas de Madonna se hinchan y extienden».

## Recepción comercial

### América
En Estados Unidos, You Can Dance debutó en el puesto 87 de la lista Billboard 200 el 5 de diciembre de 1987; logró un ascenso gradual y, el 23 de enero de 1988, alcanzó el decimocuarto lugar. En total, permaneció veintidós semanas en la lista, cuando hizo su última aparición en el número 191 el 30 de abril. Con ello, Madonna completó una racha de 244 semanas seguidas dentro del Billboard 200: la cantante tuvo al menos un álbum en la lista cada semana desde el 3 de septiembre de 1983, cuando su disco debut ingresó por primera vez en el puesto 190, hasta la edición del 30 de abril de 1988. El 19 de diciembre de 1987, llegó hasta la decimoquinta posición en Top Compact Disks, que recopilaba los discos compactos más vendidos en el país. En esa misma edición, el álbum completo ingresó al conteo Dance Club Songs en el puesto 41 bajo el título You Can Dance (LP Cuts); el 6 de febrero, ascendió a la primera posición, por lo que se convirtió en el séptimo número uno de Madonna. En las listas anuales de 1988, ocupó las posiciones 44 en Dance Club Songs y 82 en Billboard 200. En Cash Box, You Can Dance llegó a las posiciones decimoquinta y decimosexta en los conteos Top Compact Discs y Top 200 Albums, respectivamente, así como al cuarto lugar en Top Dance Tracks de la revista Dance Music Report. Obtuvo un disco de platino por parte de la Recording Industry Association of America (RIAA) en enero de 1988, en representación a un millón de copias distribuidas, lo que marcó el cuarto disco de platino consecutivo de la cantante; para diciembre de 1989, las ventas ascendían al millón y medio en el país.
En Canadá, You Can Dance entró al conteo Top 100 Albums de RPM en la posición 55 el 5 de diciembre de 1987; al cabo de tres semanas, ascendió hasta el undécimo lugar. Estuvo presente un total de veintiún semanas, cuando ocupó la posición 100 en la edición del 7 de mayo de 1988, y para fin de año se ubicó en el número 81. También ocupó el noveno puesto en la lista de álbumes de The Record y obtuvo un disco de platino por la Canadian Recording Industry Association (CRIA) tras vender 100 000 unidades. Tanto en Argentina como en Uruguay, el material alcanzó el séptimo puesto de sus respectivas listas, y obtuvo un disco de oro por la Cámara Argentina de Productores de Fonogramas y Videogramas (CAPIF) tras superar la marca de 30 000 copias. En Brasil, también logró una placa de oro por el total de 100 000 unidades; para octubre de 1993, las ventas ascendían a 248 250.

### Asia-Pacífico
En Japón, tuvo el tercer mejor debut de la semana al ingresar en la quinta posición del conteo elaborado por Music Labo. Logró mayor éxito en la lista internacional de álbumes de Oricon, donde permaneció seis semanas en el primer puesto y fue el sexto número uno de Madonna allí. Se convirtió en el álbum internacional más exitoso de 1988 en el país, con un total de 184 560 copias comercializadas, de las cuales 43 350 fueron por discos de vinilo, 53 320 por casetes y 87 890 por discos compactos. Además, fue uno de los más vendidos en formato CD dorado, según Warner-Pioneer. En Singapur, se comercializaron 25 000 copias solo en su primer día y alcanzó el segundo lugar en la lista internacional de álbumes, solo por detrás de Whitney de Whitney Houston. Otorgado por la Federación Internacional de la Industria Fonográfica (IFPI), se convirtió en el sexto disco de platino de la cantante en Hong Kong, tras distribuir 15 000 copias.
En Australia, You Can Dance ingresó en el decimocuarto lugar del Kent Music Report el 1 de diciembre de 1987; tres semanas después, ascendió hasta el decimotercero. La Australian Recording Industry Association (ARIA) le concedió un disco de platino por haber distribuido 70 000 copias. En Nueva Zelanda, el recibimiento fue más favorable, pues debutó en la cuarta posición el 13 de diciembre y estuvo tres semanas en los diez primeros lugares, mientras que ocho en total. Además, obtuvo una placa de platino por la Recorded Music NZ (RMNZ) tras la comercialización de 15 000 discos.

### Europa
El recibimiento comercial de You Can Dance en Europa fue favorable. En Italia, ingresó en la cuarta posición del ranquin de Musica e dischi y subió hasta la cima tres semanas después; permaneció un total de quince semanas, doce de ellas dentro del top diez. Para diciembre de 1988, ya se habían vendido 450 000 copias. En Francia, estuvo seis semanas consecutivas en el segundo puesto del conteo y otras diez más dentro de los diez primeros lugares. Fue el vigésimo sexto álbum más vendido de 1987 y la Syndicat National de l'Édition Phonographique (SNEP) le otorgó un disco de platino por la venta de 300 000 unidades; para 2018, la cifra ascendía a 414 700. El 28 de noviembre de 1987, el álbum entró por primera vez al cuarto lugar de la lista neerlandesa y escaló un puesto en la edición siguiente; estuvo siete semanas no consecutivas en el top diez y dieciséis en total. Sumado a ello, fue el 54.º disco más exitoso de ese año. Tras superar la cifra de 50 000 unidades, la Asociación Neerlandesa de Productores e Importadores de Portadores de Imagen y Sonido (NVPI, por sus siglas en neerlandés) lo premió con una placa de oro.
En Reino Unido, el disco hizo su debut en el UK Albums Chart en el quinto puesto el 28 de noviembre de 1987 y permaneció dieciocho semanas en total. En el conteo Top Dance Albums, publicado en la revista Music Week, solo Whenever You Need Somebody de Rick Astley evitó que You Can Dance alcanzara el primer puesto. Asimismo, ocupó el duodécimo lugar en el ranquin de los CD más vendidos en el país. Con poco menos de dos meses de lanzamiento, fue el 43.º álbum más vendido de 1987 y obtuvo un disco de platino por la Industria Fonográfica Británica (BPI, por sus siglas en inglés) por la distribución de 300 000 unidades. Tras su relanzamiento en vinilo en abril de 2018, fue uno de los veinte discos más vendidos durante el evento Record Store Day e ingresó al decimotercer puesto en el conteo Vinyl Albums Chart. Alcanzó la quinta posición en Islandia y Noruega, así como la sexta en Finlandia y la décima en Suecia. En el resto de los mercados europeos, el álbum estuvo entre los treinta primeros lugares en Suiza (puesto 11), Alemania y Austria (puesto 13), España (puesto 16) y Hungría (puesto 29). En la lista European Top 100 Albums de la revista Music & Media, alcanzó la tercera posición solo por detrás de Faith de George Michael y Bad de Michael Jackson; ocupó el 39.º lugar de los más vendidos del año en el continente. You Can Dance también recibió un disco de oro en Alemania (BVMI), Portugal (AFP), Suecia (GLF) y Suiza (IFPI), así como uno de platino en España (AFYVE).

## Legado

### Impacto e influencias
Madonna se convirtió en la primera artista pop de renombre en publicar una recopilación de remezclas extendidas de sus sencillos de 12", en lugar de las versiones originales. Más aún, a partir del lanzamiento de You Can Dance, cada sencillo nuevo de la cantante incluiría un «puñado» de remezclas de algunos de los DJ y productores más importantes del mundo, tales como William Orbit, Victor Calderone, Benitez, Pet Shop Boys, The Blessed Madonna y Honey Dijon, entre otros. Además, fue uno de los primeros proyectos de remezclas concebidos como un álbum completo. Matthew Rettenmund, autor de la Encyclopedia Madonnica, sostuvo que la contribución de Madonna a la música disco «quedó inmortalizada» en You Can Dance. Asimismo, elogió el hecho de que, en lugar de que publicara un álbum de grandes éxitos, su primer recopilatorio fue un «innovador proyecto de remezclas de algunos de sus mejores éxitos dance». Sobre este último punto, el periodista Kelefa Sanneh, en su libro Major Labels: A History of Popular Music in Seven Genres (2021), observó que «lanzó un tipo de disco que muchos de sus fanáticos nunca habrían imaginado: un álbum de remezclas». A pesar de esto, fue bien recibido por los admiradores.
Daryl Easlea lo consideró «un fenómeno de los 80» que «reforzó» las raíces disco de Madonna y reconoció que fue «especialmente popular» entre artistas new wave como The B-52's, Soft Cell, The Cure y Pet Shop Boys. Para el biógrafo David James, la cantante «abrió un nuevo camino» para otros artistas como Paula Abdul, Bobby Brown y New Kids on the Block, opinión que compartió Rettenmund, quien añadió que este concepto gustó al público y pronto artistas como Abdul y Jody Watley «siguieron su ejemplo». No tan distante, Rob Copsey de la Official Charts Company aseguró que el material «marcó la pauta de cómo se debe hacer», y Taraborrelli expresó que, aunque Madonna no haya iniciado una tendencia, «sin duda contribuyó a ponerla en marcha». De la misma forma, Matthew-Walker sostuvo que, si bien el concepto de remezcla no era nuevo en la industria discográfica, You Can Dance «fue casi un triunfo para todos los involucrados». Poco después de su lanzamiento, otros artistas exitosos de ese momento «siguieron su ejemplo» con sus propios proyectos de remezclas, como Dance!...Ya Know It! de Brown, Shut Up and Dance: Mixes de Abdul o No More Games/The Remix Album de New Kids on the Block. Steffanee Wang de Nylon notó que Club Future Nostalgia (2020) de la cantante Dua Lipa y la DJ The Blessed Madonna capturaba «el mismo espíritu» que You Can Dance. Jon O'Brien de Reader's Digest mencionó que Madonna fue la primera «superestrella genuina en darse cuenta del poder del DJ» y que había inspirado «a generaciones de artistas pop a reelaborar sus bops para las pistas de baile de las discotecas». En este sentido, dijo que sirvió de modelo para B in the Mix: The Remixes (2005) de Britney Spears y The Remix (2010) de Lady Gaga.
La revista Music & Media la nombró «la artista más exitosa del mundo en unir el público dance y el pop». Easlea señaló que el éxito de You Can Dance radicaba en la forma en la cual las canciones habían sido mezcladas en una «sucesión continua», lo que permitió que fuera el «precursor de las mezclas club actuales». Pese a que subrayó que esta técnica ya se empleaba anteriormente en las discotecas, admitió que fue la cantante quien «popularizó, una vez más, una tendencia en auge al plasmarla en vinilo». Más aún, concluyó que, por más que no lograra estar entre los diez primeros puestos en Estados Unidos, el hecho de que vendiera más de un millón de copias en el país representó «toda una hazaña» para un material que, en su mayor parte, ya había sido publicado en otros lugares. De acuerdo con Ben Cardew de Pitchfork, representó un lanzamiento «esencial» en la discografía de Madonna por la «forma en que demostró cómo un gran artista pop podía vivir en paralelo al underground de las discotecas». Según Taraborrelli, el rendimiento del álbum tanto en las listas musicales como en las discotecas «sirvió como testimonio de la calidad del material y del atractivo perdurable de Madonna». Con un total de cinco millones de copias en todo el mundo, mantuvo el récord del álbum de remezclas más vendido de la historia por diez años, hasta la publicación de Blood on the Dance Floor: HIStory in the Mix de Michael Jackson en 1997. Por último, Matthew-Walker profundizó sobre su importancia:

La publicación de este álbum completamente dance a finales de 1987 fue un excelente intento de mostrar las raíces de Madonna y cómo estas podían retrotraducirse de las listas de éxitos a la base de su arte. Poco frecuente entre los artistas que triunfan en las listas dance, Madonna ha sido capaz de atravesar las listas nacionales: You Can Dance es su primera retrospectiva, lo que en años anteriores se había denominado su álbum de grandes éxitos. You Can Dance es, en muchos sentidos, eso mismo, pero cada tema ha sido remezclado por un destacado DJ para que no solo sea más largo, sino también una experiencia auditiva diferente.

### Reconocimientos
Robert Christgau afirmó que recopilaciones como You Can Dance y The Immaculate Collection eran «impresionantes, y es tan probable que sigan siéndolo como Blonde on Blonde o Live at the Apollo. Su frescura cursi, su confianza posfeminista [y] su ritmo electrónico centrado en el placer captan una sensibilidad y una época». O'Brien afirmó que estaba a la altura de Like a Prayer (1989) y Ray of Light (1998) como sus obras «más innovadoras». Por su parte, el equipo de redacción de Rolling Stone llamó ambos recopilatorios «CD perfectos de Madonna: nada más que buenas canciones».
En el momento de su publicación, Music & Media lo nombró el «disco dance del año» y, en la siguiente edición, lo calificó como el «álbum de la semana». Para el final de la temporada, Kerry Day de Cash Box lo consideró el mejor disco de 1987, y Dennis Hunt de Los Angeles Times lo ubicó en el noveno lugar de su lista de los más destacados del año. En el conteo Pazz & Jop de Robert Christgau, se incluyó en el vigésimo segundo puesto de los mejores álbumes. Jim Farber lo nombró uno de los mejores álbumes de remezclas de la década y añadió que el material «hacía honor a su nombre». También figuró en la lista de Robert Falggert, del periódico The Michigan Daily, de los discos más sobresalientes de ese período. Fue incluido en el conteo de Treblezine de «Los diez álbumes de remezclas más esenciales», mientras que Lucinda Price, del sitio australiano Cool Accidents, lo consideró uno de los cinco mejores álbumes de remezclas; en su comentario, detalló que «te hace sentir como si te hubieras tomado varias piñas coladas y estuvieras dándolo todo en la alfombrada pista de baile de un crucero».

## Lista de canciones
| You Can Dance — edición en vinilo (lado uno) |                       |                                    |                           |          |  |
| N.º                                          | Título                | Escritor(es)                       | Remezclador(es)           | Duración |  |
| 1.                                           | «Spotlight»           | Madonna Stephen Bray Curtis Hudson | John «Jellybean» Benitez  | 6:24     |  |
| 2.                                           | «Holiday»             | Curtis Hudson Lisa Stevens         | Benitez                   | 6:32     |  |
| 3.                                           | «Everybody»           | Madonna                            | Bruce Forest Frank Heller | 6:31     |  |
| 4.                                           | «Physical Attraction» | Reggie Lucas                       | —                         | 6:35     |  |

| You Can Dance — edición en vinilo (lado dos) |                     |                              |                                 |          |  |
| N.º                                          | Título              | Escritor(es)                 | Remezclador(es)                 | Duración |  |
| 5.                                           | «Over and Over»     | Madonna Bray                 | Steve Thompson Michael Barbiero | 7:10     |  |
| 6.                                           | «Into the Groove»   | Madonna Bray                 | Shep Pettibone                  | 8:29     |  |
| 7.                                           | «Where's the Party» | Madonna Bray Patrick Leonard | Pettibone                       | 7:13     |  |
| 48:54                                        |                     |                              |                                 |          |  |

| You Can Dance — pistas adicionales de la edición en CD |                                   |                      |                 |          |  |
| N.º                                                    | Título                            | Escritor(es)         | Remezclador(es) | Duración |  |
| 8.                                                     | «Holiday» (versión dub)           | Hudson Stevens       | Benitez         | 6:56     |  |
| 9.                                                     | «Into the Groove» (versión dub)   | Madonna Bray         | Pettibone       | 6:23     |  |
| 10.                                                    | «Where's the Party» (versión dub) | Madonna Bray Leonard | Pettibone       | 6:21     |  |
| 68:34                                                  |                                   |                      |                 |          |  |

| You Can Dance — edición en casete (lado uno) |                           |          |  |
| N.º                                          | Título                    | Duración |  |
| 1.                                           | «Spotlight»               | 6:23     |  |
| 2.                                           | «Holiday»                 | 6:32     |  |
| 3.                                           | «Everybody»               | 6:43     |  |
| 4.                                           | «Physical Attraction»     | 6:20     |  |
| 5.                                           | «Spotlight» (versión dub) | 4:50     |  |
| 6.                                           | «Holiday» (versión dub)   | 6:56     |  |

| You Can Dance — edición en casete (lado dos) |                                 |          |  |
| N.º                                          | Título                          | Duración |  |
| 7.                                           | «Over and Over»                 | 7:11     |  |
| 8.                                           | «Into the Groove»               | 8:26     |  |
| 9.                                           | «Where's the Party»             | 7:16     |  |
| 10.                                          | «Over and Over» (versión dub)   | 6:45     |  |
| 11.                                          | «Into the Groove» (versión dub) | 6:23     |  |
| 73:45                                        |                                 |          |  |

| You Can Dance (Single Edits) — edición digital |                                                   |          |  |
| N.º                                            | Título                                            | Duración |  |
| 1.                                             | «Spotlight» (You Can Dance Single Edit)           | 4:33     |  |
| 2.                                             | «Holiday» (You Can Dance Single Edit)             | 4:16     |  |
| 3.                                             | «Everybody» (You Can Dance Single Edit)           | 4:36     |  |
| 4.                                             | «Physical Attraction» (You Can Dance Single Edit) | 3:55     |  |
| 5.                                             | «Over and Over» (You Can Dance Single Edit)       | 3:57     |  |
| 6.                                             | «Into the Groove» (You Can Dance Single Edit)     | 6:56     |  |
| 7.                                             | «Where's the Party» (You Can Dance Single Edit)   | 4:12     |  |
| 30:18                                          |                                                   |          |  |

## Posicionamiento en listas
| País/Continente | Lista (1987—1992)           | Posición más alta |
| --------------- | --------------------------- | ----------------- |
| Alemania        | Offizielle Deutsche Charts  | 13                |
| Argentina       | CAPIF                       | 7                 |
| Australia       | Kent Music Report           | 13                |
| Austria         | Ö3 Austria                  | 13                |
| Canadá          | RPM Top 100 Albums          | 11                |
| Canadá          | The Record                  | 9                 |
| España          | AFYVE                       | 16                |
| Estados Unidos  | Billboard 200               | 14                |
| Estados Unidos  | Billboard Dance Club Songs  | 1                 |
| Estados Unidos  | Billboard Top Compact Disks | 15                |
| Estados Unidos  | Cash Box Top 200 Albums     | 16                |
| Estados Unidos  | Cash Box Top Compact Discs  | 15                |
| Estados Unidos  | Dance Music Report          | 4                 |
| Europa          | European Top 100 Albums     | 3                 |
| Finlandia       | Suomen virallinen lista     | 6                 |
| Francia         | SNEP                        | 2                 |
| Hungría         | Album Top 40                | 29                |
| Islandia        | Tónlist                     | 5                 |
| Italia          | Musica e dischi             | 1                 |
| Japón           | Music Labo                  | 5                 |
| Japón           | Oricon International Albums | 1                 |
| Noruega         | VG-lista                    | 5                 |
| Nueva Zelanda   | RMNZ                        | 4                 |
| Países Bajos    | MegaCharts                  | 3                 |
| Reino Unido     | UK Albums Chart             | 5                 |
| Reino Unido     | Compact Disc Digital Audio  | 12                |
| Reino Unido     | Top Dance Albums            | 2                 |
| Singapur        | IFPI                        | 2                 |
| Suecia          | Sverigetopplistan           | 10                |
| Suiza           | Schweizer Hitparade         | 11                |
| Uruguay         | CUD                         | 7                 |

| País           | Lista (2006—2018)       | Posición más alta |
| -------------- | ----------------------- | ----------------- |
| Croacia        | HDU                     | 3                 |
| Dinamarca      | Hitlisten               | 69                |
| Estados Unidos | Dance/Electronic Albums | 13                |
| Italia         | FIMI                    | 84                |

| País           | Lista (1987)               | Posición |
| -------------- | -------------------------- | -------- |
| Francia        | SNEP                       | 26       |
| Países Bajos   | MegaCharts                 | 54       |
| Reino Unido    | Official Albums Chart      | 43       |
| País           | Lista (1988)               | Posición |
| Canadá         | RPM Top 100 Albums         | 81       |
| Estados Unidos | Billboard 200              | 82       |
| Estados Unidos | Billboard Dance Club Songs | 44       |
| Europa         | European Top 100 Albums    | 39       |
| Noruega        | VG-lista                   | 20       |

## Certificaciones y ventas
| País (organismo certificador) | Certificación | Unidades certificadas / Ventas estimadas |
| ----------------------------- | ------------- | ---------------------------------------- |
| Alemania (BVMI)               | Oro           | 250 000                                  |
| Argentina (CAPIF)             | Oro           | 30 000                                   |
| Australia (ARIA)              | Platino       | 70 000                                   |
| Brasil (Pro-Música Brasil)    | Oro           | 100 000 / 248 250                        |
| Canadá (CRIA)                 | Platino       | 100 000                                  |
| España (AFYVE)                | Platino       | 100 000                                  |
| Estados Unidos (RIAA)         | Platino       | 1 000 000 / 1 500 000                    |
| Francia (SNEP)                | Platino       | 300 000 / 414 700                        |
| Hong Kong (IFPI Hong Kong)    | Platino       | 15 000                                   |
| Italia                        | —             | 450 000                                  |
| Japón                         | —             | 184 560                                  |
| Nueva Zelanda (RMNZ)          | Platino       | 15 000                                   |
| Países Bajos (NVPI)           | Oro           | 50 000                                   |
| Portugal (AFP)                | Oro           | 20 000                                   |
| Reino Unido (BPI)             | Platino       | 300 000                                  |
| Singapur                      | —             | 25 000                                   |
| Suecia (GLF)                  | Oro           | 50 000                                   |
| Suiza (IFPI Suiza)            | Oro           | 25 000                                   |
| Sumario                       |               |                                          |
| Mundo                         | —             | 5 000                                    |

## Créditos y personal
- Michael Barbiero: producción, remezcla
- Stephen Bray: composición, producción
- Brian Chin: notas del álbum
- David Cole: teclados
- Bruce Forest: producción, remezcla
- Jeri Heiden: dirección artística, diseño
- Frank Heller: producción, remezcla
- Curtis Hudson: composición
- John «Jellybean» Benitez: producción, remezcla, secuenciador
- Mark Kamins: producción
- Craig Kostich: producción ejecutiva
- Patrick Leonard: composición, producción
- Reggie Lucas: composición, producción
- Madonna: artista principal, voz, composición, producción
- Michael Ostin: producción ejecutiva
- Shep Pettibone: edición, producción, remezcla
- Herb Ritts: fotografía
- Nile Rodgers: producción
- Glenn Rosenstein: ingeniería
- Seymour Stein: producción ejecutiva
- Lisa Stevens: composición
- Steve Thompson: producción, remezcla
- Andy Wallace: ingeniería

Créditos adaptados de las notas de la edición en vinilo de You Can Dance y del sitio web AllMusic.